# ماثيو جوس
ماثيو جوس (بالإنجليزية: Matthew Goss) مواليد 5 نوفمبر 1986 في لاونسستون، هو دراج أسترالي في صنف سباق الدراجات على الطريق. شارك في دورة الألعاب الأولمبية الصيفية.

## سجل النتائج

### سباقات أو مراحل فاز بها
- طواف إيطاليا

## الميداليات
| الميدالية | المسابقة                  |
| --------- | ------------------------- |
| فضية      | دورة ألعاب الكومنولث 2006 |

## وصلات خارجية
- الموقع الرسمي

## روابط خارجية
- ماثيو جوس على موقع الاتحاد الدولي للدراجات (الإنجليزية)
- ماثيو جوس على موقع أرشيف الدراجات (الإنجليزية)
- ماثيو جوس على موقع إحصائيات الدراجات الإحترافية (الإنجليزية)
- ماثيو جوس على موقع نسبة الدراجات (الإنجليزية)
- ماثيو جوس على موقع CycleBase (الإنجليزية)
- ماثيو جوس على موقع أوليمبيديا (الإنجليزية)
- ماثيو جوس على موقع اللجنة الأولمبية الأسترالية (الإنجليزية)
- ماثيو جوس على موقع اتحاد ألعاب الكومنولث (مؤرشف) (الإنجليزية)
- ماثيو جوس على موقع دورة ألعاب الكومنولث 2006 (مؤرشف) (الإنجليزية)